# 4930 Rephiltim
4930 Rephiltim је астероид главног астероидног појаса. Приближан пречник астероида је 31,27 ,
а средња удаљеност астероида од Сунца износи 3,121 астрономских јединица (АЈ).
Инклинација (нагиб) орбите у односу на раван еклиптике је 15,529 степени, а орбитални период износи 2014,335 дана (5,514 година). Ексцентрицитет орбите астероида износи 0,046.
Апсолутна магнитуда астероида износи 11,00 а геометријски албедо 0,072.
Астероид је откривен 10. јануара 1983. године.